# 银山街道
银山街道，是中华人民共和国广西壮族自治区柳州市柳南区下辖的一个乡镇级行政单位。

## 行政区划
银山街道下辖以下地区：
航北社区、福鑫社区、新翔社区、银山社区、广电社区、航星社区和三星园社区。